# Argostemma trichanthum
Argostemma trichanthum är en måreväxtart som beskrevs av Henry Nicholas Ridley. Argostemma trichanthum ingår i släktet Argostemma och familjen måreväxter. Inga underarter finns listade i Catalogue of Life.